# Jugoszláv női labdarúgó-válogatott
A Jugoszláv női labdarúgó-válogatott Jugoszlávia nemzeti csapata volt, amelyet a Jugoszláv labdarúgó-szövetség irányított 1972 és 1992 között, Jugoszlávia szétbomlásáig.
A Jugoszláv női nemzeti csapat egyszer sem kvalifikálta magát világbajnokságra, Európa-bajnokságra illetve az olimpiai játékokra.

## Története
1992-ben a délszláv háború idején kizárták valamennyi versenysorozatból, az ország pedig felbomlott. A Jugoszláv női labdarúgó-válogatott eredményeinek egyedüli jogutódja a Szerb női labdarúgó-válogatott.

## Nemzetközi eredmények

### Világbajnoki szereplés
| Év       | Helyszín | Eredmény   | Hely | M | Gy | D | V | Rg | Kg | Gk | P |
| -------- | -------- | ---------- | ---- | - | -- | - | - | -- | -- | -- | - |
| 1991     | Kína     | nem indult | –    | – | –  | – | – | –  | –  | –  | – |
| Összesen | Összesen | 0 / 1      |      | – | –  | – | – | –  | –  | –  | – |

### Európa-bajnoki szereplés
| Év       | Helyszín | Eredmény   | Hely | M | Gy | D | V | Rg | Kg | Gk | P |
| -------- | -------- | ---------- | ---- | - | -- | - | - | -- | -- | -- | - |
| 1984     | –        | nem indult | –    | – | –  | – | – | –  | –  | –  | – |
| 1987     | Norvégia | nem indult | –    | – | –  | – | – | –  | –  | –  | – |
| 1989     | NSZK     | nem indult | –    | – | –  | – | – | –  | –  | –  | – |
| 1991     | Dánia    | nem indult | –    | – | –  | – | – | –  | –  | –  | – |
| Összesen | Összesen | 0 / 4      |      | – | –  | – | – | –  | –  | –  | – |

## Lásd még
- Jugoszláv labdarúgó-válogatott